# Atletica leggera ai Giochi della XXVII Olimpiade - 800 metri piani femminili

Video della Finale (telecronaca in inglese)

Video della Finale (telecronaca in francese)

Gli 800 metri piani hanno fatto parte del programma di atletica leggera femminile ai Giochi della XXVII Olimpiade. La competizione si è svolta nei giorni 22-25 settembre 2000 allo Stadio Olimpico di Sydney.

## Presenze ed assenze delle campionesse in carica
| Competizione         | Atleta              | Prestazione | Sydney 2000 |
| -------------------- | ------------------- | ----------- | ----------- |
| Olimpiadi 1996       | Svetlana Masterkova | 1'57”73     | Solo 1500   |
| Commonwealth 1998    | Maria Mutola        | 1'57”60     | Presente    |
| Goodwill Games 1998  | Maria Mutola        | 1'58”83     | Presente    |
| Europei 1998         | Elena Afanas'eva    | 1'58”50     | Infortunata |
| Coppa del mondo 1998 | Maria Mutola        | 1'59”88     | Presente    |
| Asiatici 1998        | Jyotirmoyee Sikdar  | 2'01”00     | Assente     |
| Panamericani 1999    | Letitia Vriesde     | 1'59”95     | Presente    |
| Africani 1999        | Maria Mutola        | 1'59”73     | Presente    |
| Mondiali 1999        | Ludmila Formanová   | 1'56”68     | Presente    |
|                      |                     |             |             |
| Mondiali junior 1996 | Claudia Gesell      | 2'02”67     | Presente    |

1. ↑  Sotto la bandiera del Mozambico.

## La gara
Ludmila Formanova, campionessa mondiale in carica, si ritira per infortunio in batteria. Vengono eliminate anche le due più forti russe, Olga Raspopova (seconda batteria) e Natalia Tsyganova (quarta batteria).
La prima semifinale è vinta da Maria Mutola (1'58"86); Stephanie Graf vince la seconda semifinale (1'57"56) su Kelly Holmes (1'58"45). Jearl Miles-Clark esce col decimo tempo.
In finale Helena Fuchsova segna un passaggio veloce ai 400 in 55"04, ma ai 200 metri è in testa Kelly Holmes. Sulla retta d'arrivo rinviene Maria Mutola (Mozambico), che supera entrambe e lancia la volata; anche Stephanie Graf ha un ritmo più alto delle avversarie: si pone dietro alla mozambicana in seconda posizione. La Mutola mantiene un vantaggio di qualche metro e va a vincere.
Maria Mutola è la prima atleta del Mozambico a vincere un oro olimpico.

## Risultati

### Turni eliminatori
| 5 Batterie   | 22 settembre | 39 partenti   | Si qualificano le prime 2 + i 6 migliori tempi. |
| 2 Semifinali | 23 settembre | 8 + 8         | Si qualificano le prime 3 + i 2 migliori tempi. |
| Finale       | 25 settembre | 8 concorrenti |                                                 |

### Finale
Stadio Olimpico, lunedì 25 settembre, ore 21:35.
| Pos | Paese         | Atleta             | Tempo   |
| --- | ------------- | ------------------ | ------- |
|     | Mozambico     | Maria Mutola       | 1'56"15 |
|     | Austria       | Stephanie Graf     | 1'56"64 |
|     | Gran Bretagna | Kelly Holmes       | 1'56"80 |
| 4   | Slovenia      | Brigita Langerholc | 1'58"51 |
| 5   | Rep. Ceca     | Helena Fuchsova    | 1'58"56 |
| 6   | Cuba          | Zulia Calatayud    | 1'58"66 |
| 7   | Stati Uniti   | Hazel Clark        | 1'58"75 |
| 8   | Marocco       | Hasna Benhassi     | 1'59"27 |